# Sthenele (Tochter des Danaos)
Sthenele (altgriechisch Σθενέλη Sthenélē) ist in der griechischen Mythologie eine Tochter des Danaos, des Königs von Libya, und der Memphis. Sie zählt daher zu den Danaiden und ist von derselben Mutter die Schwester der Chrysippe und der Kleite.
Während bei den meisten anderen Vermählungen der 50 Töchter des Danaos, der Danaiden, mit den 50 Söhnen des Aigyptos das Los über die Paarbildungen entschied, bildete bei den drei Schwestern die Ähnlichkeit der Namen die Grundlage für die Wahl des Gatten. So wurde Sthenele mit Sthenelos verheiratet, während Chrysippe den Chrysippos, Kleite den Kleitos zum Mann erhielten.
Im unvollständig erhaltenen Katalog der Töchter des Danaos bei Hyginus Mythographus fehlen sowohl Sthenele als auch Sthenelos.